# Aerenea gounellei
Aerenea gounellei är en skalbaggsart som beskrevs av Monné 1980. Aerenea gounellei ingår i släktet Aerenea och familjen långhorningar. Inga underarter finns listade i Catalogue of Life.